# Resolució 1662 del Consell de Seguretat de les Nacions Unides
La Resolució 1662 del Consell de Seguretat de les Nacions Unides fou adoptada per unanimitat el 23 de març de 2006. Després de reafirmar totes les resolucions sobre la situació a l'Afganistan, incloses les resolucions 1589 (2005) i 1659 (2006), el Consell va ampliar el mandat de la Missió d'Assistència de les Nacions Unides a l'Afganistan (UNAMA) durant un període addicional de dotze mesos.

## Resolució

### Observacions
El Consell de Seguretat va reafirmar el seu compromís amb la sobirania, la integritat territorial, la independència i la unitat de l'Afganistan i va acollir amb beneplàcit la implementació del Compacte Afganistan. Va oferir suport al país tal com va ser construït després de la finalització del procés de Bonn i va donar la benvinguda a les eleccions celebrades al setembre de 2005.
Mentrestant, la resolució va reconèixer la naturalesa interconnectada dels problemes a l'Afganistan i va destacar els problemes de progrés mútuament reforçats relacionats amb la seguretat, la governança i el desenvolupament. També era important combatre les amenaces narcòtiques i terroristes plantejades pels talibans, Al-Qaeda i altres grups.
El preàmbul de la resolució expressava la seva preocupació per les amenaces que suposaven les activitats extremista. També va reafirmar el paper de les Nacions Unides a l'Afganistan i el seu suport a la Declaració de Kabul de 2002 sobre les relacions de bon veïnatge.

### Actes
El Consell de Seguretat va renovar el mandat de la UNAMA per un període addicional de dotze mesos a partir de la data d'aprovació de la resolució actual. Es va instar les autoritats afganeses i la comunitat internacional a implementar plenament el "Compacte Afganistan" i a conèixer els punts de referència.
La resolució va donar la benvinguda als avenços en relació amb la Policia Nacional Afganesa i l'Exèrcit Nacional Afganès, l'auguració d'una nova Assemblea Nacional de l'Afganistan, progressos en el desarmament, desmobilització i el programa de reintegració i noves estratègies relacionades amb la reforma de la justícia i el control de les drogues en relació amb l'opi.
El Consell de Seguretat va demanar el respecte dels drets humans i el dret internacional humanitari a tot l'Afganistan, demanant a la UNAMA i a l'Alt Comissionat de les Nacions Unides per als Refugiats (ACNUR) que ajudés a aplicar els aspectes de drets humans de la constitució afganesa.
A més, l'Afganistan va ser convocat a cooperar amb la UNAMA en el curs del seu mandat, garantint la seva seguretat i llibertat de moviment. Es va demanar a la Força Internacional d'Assistència i de Seguretat (ISAF), que incloïa l'Operació Llibertat Duradora, per fer front a l'amenaça del terrorisme i l'extremisme plantejats per Al-Qaeda, els talibans i altres grups al país. Al mateix temps, es va impulsar la promoció de mesures de foment de la confiança entre Afganistan i els països veïns.
Finalment, es va dirigir al Secretari General de les Nacions Unides Kofi Annan perquè informés cada sis mesos sobre la situació a l'Afganistan.